# Euryops microphyllus
Euryops microphyllus là một loài thực vật có hoa trong họ Cúc. Loài này được (Compton) B.Nord. mô tả khoa học đầu tiên năm 1968.